# Sarcofaagteksten

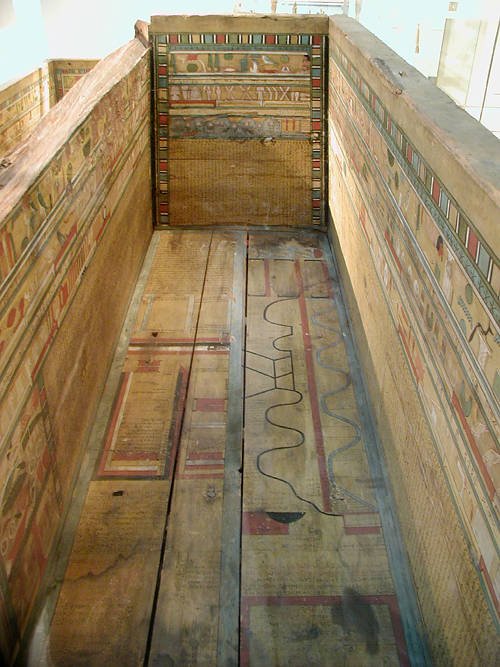
sarcofaagteksten

De sarcofaagteksten kwamen tegen het einde van het Oude Rijk als funerair genre op, en vervingen veel van de oudere piramideteksten, hoewel ook spreuken uit de piramideteksten tot aan de late periode in gebruik bleven. 
De sarcofaagteksten worden vooral gevonden op de kisten van de nomarchen (lokale machthebbers) die tijdens het Middenrijk gevestigd waren in Assioet, Beni Hassan, Deir el-Bersha, el-Lisht en Meir. Het meest prominente centrum, waar de meeste sarcofaagteksten gevonden zijn, is Deir el-Bersha, de begraafplaats van de stad Hermopolis Magna, stad van de god Thot. Aan het einde van het Middenrijk kwam de traditie van sarcofaagteksten tot een einde, waar het genre getransformeerd werd tot het nieuwe corpus dat Dodenboek genoemd wordt. De sarcofaagteksten komen met name voor op de kisten van hoge ambtenaren, maar verschijnen eveneens op de wanden van het graf, op stelae, op canopenkisten, mummiemaskers en papyri. 
De belangrijkste wetenschappelijke publicatie van de sarcofaagteksten is die van de Nederlandse egyptoloog Adriaan de Buck, die in totaal 1185 spreuken tussen 1935 en 1961 in 7 boekdelen publiceerde.  De eerste complete Engelse vertaling van de teksten werd tussen 1973 en 1978 gepubliceerd door de Egyptoloog Raymond O. Faulkner. De spreuken zijn geschreven in het Middelegyptisch, de taal van het Middenrijk. Verder zijn de spreuken in verticale kolommen, in cursieve hiëroglyfen of vroeg-hiëratisch geschreven, een variant van hiëroglyfisch die vooral werd gebruikt op houten kisten en papyrus. In tegenstelling tot de piramideteksten worden de sarcofaagteksten geïllustreerd met vignetten en gedetailleerde plattegronden van gebieden en plaatsen in het hiernamaals, zoals het Boek van de twee wegen en het Offerveld. 
In tegenstelling tot de piramideteksten, die oorspronkelijk exclusief voor de koning waren, stonden de sarcofaagteksten ter beschikking aan alle overledenen, waardoor zij eveneens deel konden nemen aan het leven in het hiernamaals. De belangrijkste groep mensen die de sarcofaagteksten op hun kisten liet aanbrengen waren de nomarchen en hun families. De teksten en afbeeldingen op de kist verzekerden de overledene van het voortbestaan in het hiernamaals, bescherming en toelating tot de cyclus van de zonneloop. Transformatie-spreuken verzekerden de overledene van zijn opstijgen naar de hemel in de vorm van een vogel, of van het transformeren van de overledene tot een godheid, tot vuur, tot graan, tot een kind of tot een krokodil. Het meest gebruikte amulet hierbij was de scarabee, het hiëroglyfische symbool voor 'transformatie'. Een nieuw motief in de sarcofaagteksten was het verenigd worden met geliefde familieleden in het hiernamaals. Verder werd het concept van het dodenoordeel geïntroduceerd, waarbij het hart van de dode gewogen werd en de dode afhankelijk van het licht zijn (weinig of geen zonde) of zwaar zijn (veel zonde) van het hart wel of niet werd toegelaten tot het rijk van Osiris. 